# 동종요법
동종요법(同種療法, 영어: homeopathy)은 인체에 질병의 신체증상뿐만 아니라, 환자가 표현하는 모든 종류의 증상표현을 수집분석하여 동종요법 약물학, Proving(증험집), 레퍼토리사전 및 소프트웨어 프로그램 등을 이용하여 가장 유사한 증상을 가진 동종요법적 제조 약물로 치료하는 대체의학이자 대체보완의학의 일종이다. 유사요법, 호메오파티라고도 한다. 세계 최고 권위의 의학 학회지 중 하나인 란셋에서 2005년에 발표된 메타분석 논문에 의하면, 동종요법의 효과는 플러시보와 동등하다.

## 어원
동종요법(homeopathy)의 어원은 「유사한」, 「흡사한」을 뜻하는 고대 그리스어 homoios와 「고통」을 뜻하는 pathos의 합성어이다.

## 원료
동종요법에서 사용하는 약은 자연(동물, 식물, 광물)에서 얻는다. 일상에서 흔히 볼 수 있는 것들(모래, 소금 등)을 약으로 만들어 쓸 수 있다.
동종요법 약물은 꽃, 뿌리, 열매, 채소, 씨앗, 염분, 뱀독, 꿀, 오징어 먹물 등 천연물에서 추출한 제재들이다. 이들은 알약, 물약, 연고, 과립 등의 형태로 만든다.

## 같이 보기
- 변두리 과학
- 과학적 회의주의